# Eduardo Schwank
Eduardo Schwank (Rosario, Argentína; 1986. április 23. –) svájci származású argentin hivatásos teniszező. Eddigi karrierje során még nem játszott ATP-tornán döntőt. 2008 tavaszán zsinórban három Challenger-tornát nyert meg, a harmadikat Bordeaux-ban úgy, hogy leégett a szállodai szobája, benne a korábbi két tornán összegyűjtött pénzdíjával együtt.
 Jelenleg azzal gyanúsítják, hogy az ő bekapcsolva hagyott tűzhelye okozta a tüzet.